# Джон Френч
Джон Дентон Пінкстоун Френч, 1-й граф Іпрський, віконт Іпрський і Гайлейкський (англ. John Denton Pinkstone French, 1st Earl of Ypres; нар. 28 вересня 1852, Ріппл, Кент — пом. 22 травня 1925, Діл, Кент) — британський воєначальник, фельдмаршал Британської армії, учасник Другої англо-бурської та Першої світової війн. Під час світової війни очолював на Західному фронті Британські експедиційні сили (1914–1915).
Брав участь у завоюванні Судану (1884—1885). Під час англо-бурської війни 1899—1902 командував кавалерійською дивізією, потім корпусом. З 1907 генерал-інспектор армії, з 1912 до квітня 1914 начальник імперського Генерального штабу. Активний прихильник колоніальної політики Британської імперії. Під час 1-ї світової війни з серпня 1914 командував британськими експедиційними силами у Франції. Внаслідок низки невдалих операцій і розбіжностей з військовим міністром Г. Кітченером у грудні 1915 був відкликаний і призначений командувачем військами в метрополії. У 1916 керував придушенням повстання в Ірландії. У 1918-21 лорд-лейтенант (намісник) Ірландії, відрізнявся жорстокістю в боротьбі з національно-визвольним рухом ірландців.

## Біографія
Військова кар'єра
- 28 лютого 1878 — лейтенант
- 16 жовтня 1880 — капітан
- 3 квітня 1883 — майор
- 7 лютого 1885 — підполковник
- 7 лютого 1889 — полковник (тимчасове звання)
- 21 лютого 1900 — майор-генерал (тимчасове звання)
- 9 жовтня 1900 — майор-генерал
- 22 серпня 1902 — лейтенант-генерал
- 12 лютого 1907 — генерал
- 3 червня 1913 — фельдмаршал